# Karol Kmeťko

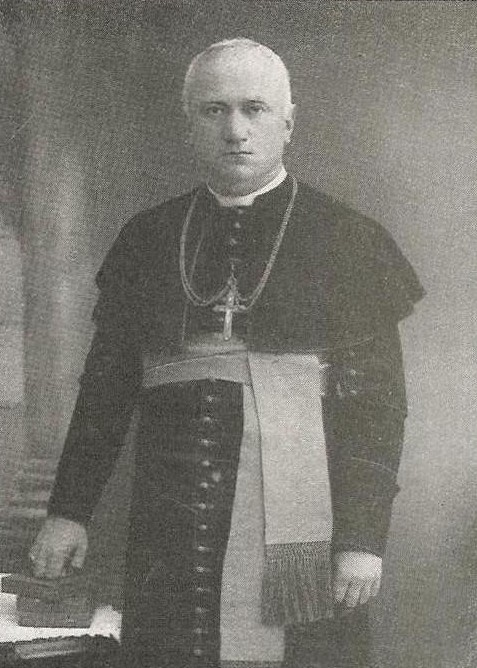
Karol Kmet’ko

Karol Kmeťko (* 12. Dezember 1875 in Veľké Držkovce, Komitat Trentschin, Königreich Ungarn; † 22. Dezember 1948) war ein slowakischer römisch-katholischer Bischof.

## Leben
Am 2. Juli 1899 wurde Kmet’ko in Nitra zum Priester für das Bistum Nitra geweiht.
Von 1918 bis 1920 war er Mitglied der Revolutionären Nationalversammlung. 1920 wurde er Mitglied der Nationalversammlung für Hlinkas Slowakische Volkspartei. Nach seinem Amtsantritt als Bischof gab er die Mitgliedschaft auf.
Nach dem Zerfall von Österreich-Ungarn und der Gründung der Tschechoslowakischen Republik musste die Bischofsfrage in der Slowakei dringend gelöst werden. Der Bischof von Nitra, Vilmos Batthyány, und der Bischof von Banská Bystrica, Wolfgang Radnai, wurden aus dem Gebiet der Tschechoslowakei ausgewiesen. Der Bischof von Rožňava, Ľudovít Balás, starb am 18. September 1920 in Rožňava. Die Regierung erwog, dass der Bischofs von Košice, Augustín Fischer-Cobrie, aus dem Amt entfernt werden sollte. Der größte Teil des Erzbistums Esztergom war Teil der Tschechoslowakei und Erzbischof János Csernoch blieb in Esztergom, Ungarn.

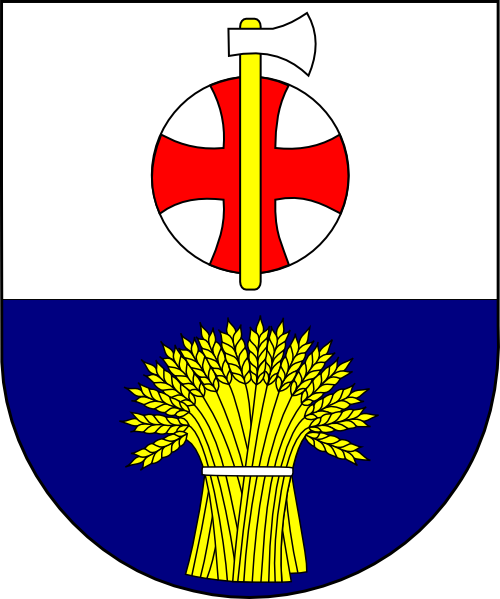
Bischofswappen

Am 16. Dezember 1920 nahm Papst Benedikt XV. den Rücktritt von Vilmos Batthyány an und ernannte Kmet’ko zum Bischof von Nitra. Am gleichen Tag wurde auch Marián Bláha zum Bischof von Banská Bystrica und Ján Vojtaššák zum Bischof von Spiš. Gemeinsam mit den beiden weihte Clemente Micara, Apostolischer Nuntius in der Tschechoslowakei, Kmet’ko am 13. Februar 1921 in Nitra zum Bischof. Mitkonsekratoren waren Karel Boromejský Kašpar, Weihbischof in Hradec Králové, und Anton Podlaha, Weihbischof in Prag.
Vor den Deportationen von Juden aus der Slowakei 1942 konfrontierte Kmeťko den slowakischen Staatspräsidenten Jozef Tiso mit zuverlässigen Berichten über die Ermordung von Juden in der Ukraine.
Am 22. Dezember 1948 verlieh Papst Pius XII. ihm den persönlichen Titel eines Erzbischof.